# محمدجلیل عندلیبی
محمدجلیل عندلیبی (زادهٔ ۳ اردیبهشت ۱۳۳۳ در سنندج) آهنگساز و نوازندهٔ سنتور اهل ایران است.

## زندگی هنری
محمدجلیل عندلیبی، ۳ اردیبهشت سال ۱۳۳۳ در محلهٔ چهار باغ سنندج متولد شد. او در خانواده‌ای پرورش یافت که هم از طرف مادری، یعنی داییش «حکمت نوبری» که خوانندهٔ رادیو بود و هم از طرف پدری، ایرج عندلیبی که از خواننده‌های رادیو و تلویزیون بود، کمک و راهنمایی شد.
وی در ۱۲ سالگی به مدت ۳ سال خوانندهٔ فرهنگ و هنر سنندج به سرپرستی حسن کامکار بود و از ۱۵ سالگی نوازندگی سنتور را آغاز نمود. او پیش از عزیمت به تهران و آغاز تحصیلات دانشگاهی، در دبیرستان هدایت ارکستری تشکیل داد که در جشن‌ها به اجرای موسیقی می‌پرداختند. وی در سال ۱۳۵۲ به دانشکده هنرهای زیبای دانشگاه تهران ره یافت و نزد هنرمندانی نظیر: نورعلی برومند، داریوش صفوت، احمد پژمان، علیرضا مشایخی، هرمز فرهت، شاهین فرهت، محمدتقی مسعودیه و مهدی برکشلی آموزش یافت.
عندلیبی در سال ۱۳۵۴ در دانشکدهٔ هنرهای زیبا علاوه بر ساز تخصصی سنتور و ساز الزامی پیانو، ساز دوم فاگوت را زیر نظر «پرژرف» بلغاری فرا گرفت که باعث شد عملاً به‌طور آکادمیک موسیقی کلاسیک غربی را تجربه نماید. در سال ۱۳۵۵ به دعوت داریوش صفوت، به مرکز حفظ و اشاعهٔ موسیقی ایران پیوست و ضمن تدریس سنتور، گروه مشتاق یا مولانا را تشکیل داد. گروه مولانا ادامهٔ ارکستر فوق برنامه دانشگاه تهران بود. وی با خوانندگانی نظیر: حمیرا، شهرام ناظری و علیرضا افتخاری همکاری داشته‌است.
او کنسرت‌های متعددی در کشورهای مختلف با گروه مولانا به سرپرستی و آهنگسازی خویش اجرا نموده و به معرفی و شناسایی موسیقی ایرانی در کشورهای مختلف پرداخته‌است. وی دارای دو فرزند به نام‌های سالار و سانوا است. همسر سابق وی، مینو افتاده نیز نوازنده ویلن و کمانچه است. او بیش ۳۰ آلبوم موسیقی را آهنگسازی و منتشر نموده‌است.
عندلیبی در سال ۱۳۹۲ مدرک درجه یک هنری به وی اعطاء شد.
او اثر کردی و عرفانی «هی گل» را در سال ۱۳۶۵ با صدای بهروز توکلی، و «از دست عشق» عزیز شاهرخی، «دوری» حسینی شریفی، «صدای تازه» با صدای سالار عندلیبی منتشر کرده‌است. همچنین در زمینه موسیقی عرفانی کردستان «با قدسیان ۱-۲-۳»، پیام عزیزی و حسام لرنژاد و «با قدسیان ۴» با صدای جمیل خالدی، «تُنگ شکر» با صدای احمد کامیار و آلبوم موسیقی «صدای بی صدایی» با صدای رسول شریفی، از دیگر آثار اوست. وی برای حمیرا نیز قطعاتی ساخته که در دو آلبوم به نام‌های «عشق و عرفان» و «سرنوشت» منتشر شده‌است.
در سال ۱۳۵۶ عندلیبی برای اولین بار ساز عرفانی دف را به مجموعهٔ ارکستر ایرانی اضافه نمود. «از نوازندگی تا آهنگسازی»، نام کتاب آموزشی وی برای ساز «دف» است که بر اساس ذکرهای خانقاه کردستان نوشته شده‌است. در این کتاب برای اولین بار از دو حامل برای نت‌نویسی و همچنین کلید جدیدی مخصوص ساز دف استفاده شده‌است. او گردآوری و آوانویسی آهنگ‌های تکایای کردستان را آماده نموده که مربوط به رسالهٔ پایانی وی در دانشکده هنرهای زیبا است. جمشید عندلیبی نوازندهٔ نی برادر او است.
محمدجلیل عندلیبی، مرداد سال ۱۳۹۸ در اختتامیه نهمین جشنواره بین‌المللی دف نوای رحمت، مورد تجلیل قرار گرفت.

## آثار هنری
از جمله آثار محمدجلیل عندلیبی به موارد زیر می‌توان اشاره نمود:

| ردیف | نام ترانه و آلبوم(ها)    | خواننده                  | توضیحات |
| ---- | ------------------------ | ------------------------ | ------- |
| ۱    | آلبوم موسیقی کیش مهر     | شهرام ناظری              |         |
| ۲    | آلبوم موسیقی بنمای رخ    | شهرام ناظری              |         |
| ۳    | آلبوم موسیقی بی‌قرار      | شهرام ناظری              |         |
| ۴    | آلبوم موسیقی عشق و عرفان | حمیرا                    |         |
| ۵    | آلبوم موسیقی سرنوشت      | حمیرا                    |         |
| ۶    | آلبوم موسیقی سروستان     | رضوی سروستانی            |         |
| ۷    | کنسرت ۱۳۵۶               | رضوی سروستانی            |         |
| ۸    | گل افشان                 | شاپور رحیمی              |         |
| ۹    | شکوفه‌های جاویدان         | شاپور رحیمی              |         |
| ۱۰   | ای میهن                  | علیرضا افتخاری           |         |
| ۱۱   | غریبستان                 | علیرضا افتخاری           |         |
| ۱۲   | امان از جدایی            | علیرضا افتخاری           |         |
| ۱۳   | تازه به تازه             | علیرضا افتخاری           |         |
| ۱۴   | خداحافظ                  | علیرضا افتخاری           |         |
| ۱۵   | جاده ابریشم              | علیرضا افتخاری           |         |
| ۱۶   | گرفتار                   | علیرضا افتخاری           |         |
| ۱۲   | میهن                     | سالار عقیلی              |         |
| ۱۳   | قسم                      | کامیا بهزاد              |         |
| ۱۴   | با قدسیان۱               | پیام عزیزی               |         |
| ۱۵   | با قدسیان ۲              | حسام لرنژاد              |         |
| ۱۶   | با قدسیان ۳              | پیام عزیزی - حسام لرنژاد |         |
| ۱۷   | با قدسیان ۴              | علی اسماعیلی             |         |
| ۱۸   | تنگ شکر (ساز کن)         | احمد کامیار              |         |
| ۱۹   | صبوحی زدگان              | رسول شریفی               |         |
| ۲۰   | صدای تازه                | سالار عندلیبی            |         |

## آثار کردی
| ردیف | نام ترانه  | خواننده     | توضیحات |
| ---- | ---------- | ----------- | ------- |
| ۱    | هی گل      | بهروز توکلی |         |
| ۲    | از دست عشق | عزیز شاهرخ  |         |
| ۳    | دوری       | حسین شریفی  |         |
| ۴    | کیژی کورد  | عباس کمندی  |         |

## کتابشناسی (در حال انتشار)
1. زود شناخت ریتم برای سازهای کوبه ای دف…
2. کتاب آموزش سنتور
3. آوانویسی آثار عرفانی کردستان
4. مجموعه آثار مکتوب انتشار یافته